# Kiswah

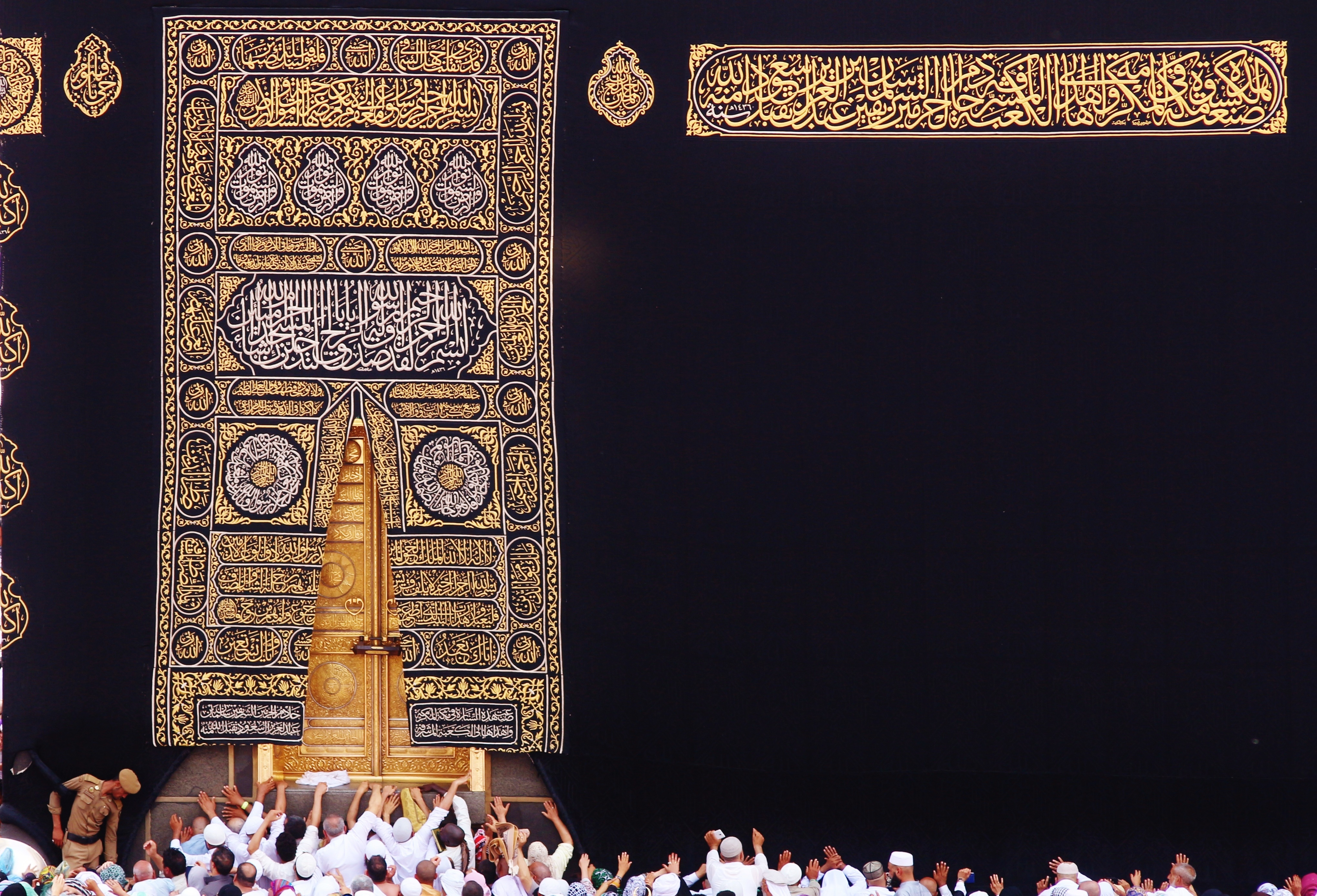
Kiswah como retratado em 7 de maio de 2016

Kiswah (em árabe: كسوة الكعبة , kiswat al-ka'bah ) é o pano que cobre a Caaba em Meca, na Arábia Saudita. É enfeitado anualmente no dia 9 do mês de Dhu al-Hijjah, o dia em que os peregrinos partem para as planícies do Monte Arafate durante o Haje. O termo kiswah é árabe para 'mortalha', o pano drapeado sobre um caixão.

## Tecidos da Caaba

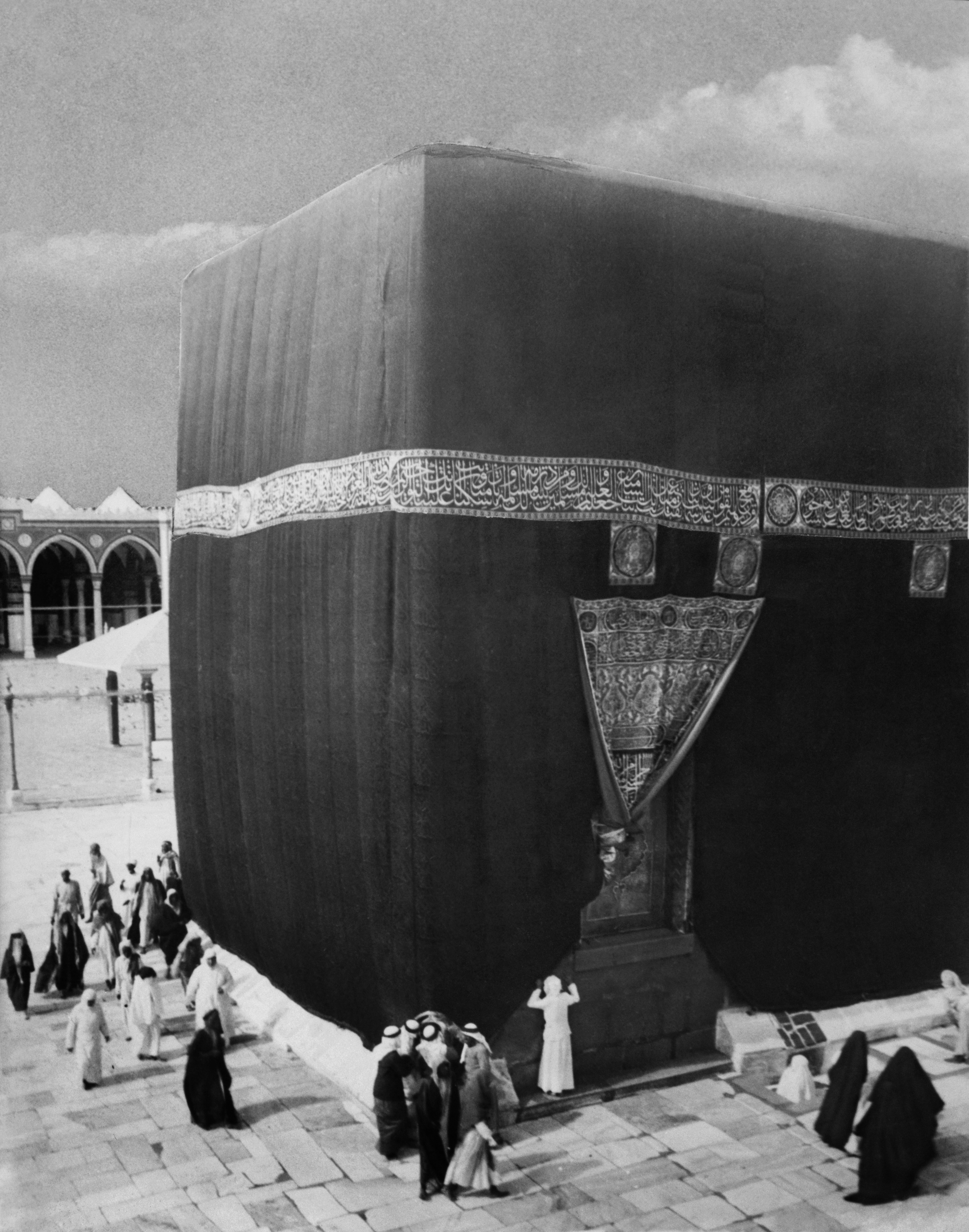
O kiswa de 1910 cobrindo a Caaba em Meca

A cobertura têxtil da Caaba possui múltiplas partes, que estão entre os objetos mais sagrados da arte islâmica. O kiswa é a cobertura geral e o hizam é um cinto que o circunda, cerca de dois terços do caminho. A cortina sobre a porta da Caaba é a sitara, também conhecida como burqu'. Há outros tecidos no interior, incluindo o Bab al-Tawba, uma cortina sobre a porta que leva ao telhado. A mais antiga sitara conhecida foi feita em 1544 no Egito e o primeiro hizam otomano foi feito para Selim II no final do século XVI. Os desenhos básicos do hizam e da sitara mudaram pouco ao longo do tempo, embora o bordado em fio de ouro e prata tenha se tornado mais ornamentado.  Essas inscrições incluem versículos do Alcorão e súplicas a Alá, bem como os nomes dos governantes que encomendaram os tecidos. Com uma média de 5,75 metros (18,9 pés) por 3,5 metros (11 pés), a sitara é montada costurando quatro painéis têxteis separados; o hizam é igualmente montado a partir de oito painéis (dois para cada parede da Caaba). Outro tecido refeito a cada ano é a bolsa de seda verde que guarda a chave da Caaba: uma tradição introduzida em 1987. Junto com esses tecidos, as oficinas enviam cordas para prender o kiswa à Caaba e seda de reposição caso o kiswa precisa de reparo.  Os têxteis foram fabricados em todo o mundo islâmico em diferentes épocas, até que uma oficina dedicada, a Dar al-Kiswa, foi estabelecida no Cairo em 1817. Atualmente eles são feitos em uma oficina fundada em Meca em 1927. 

## Atual
Todos os anos, o velho kiswa é removido, cortado em pequenos pedaços e dado a certos indivíduos, visitando dignitários e organizações muçulmanas estrangeiras. Alguns deles vendem sua parte como lembranças do Hajj. Antigamente, o califa Omar o cortava em pedaços e os distribuía entre os peregrinos que os usavam como abrigo do calor de Meca.
O custo atual de fazer o kiswa é de SAR 17.000.000 (~4.500.000 USD). A capa tem 658 metros quadrados e é feita de 670 quilos de seda. O bordado contém 15 quilos de fios de ouro. Consiste em 47 peças de tecido e cada peça tem 14 metros de comprimento e 101 centímetros de largura. O kiswa é enrolado ao redor da Caaba e fixado em sua base com anéis de cobre. O bordado manual dos versos do Alcorão está sendo cada vez mais auxiliado por computadores, aumentando a velocidade da produção.

## História

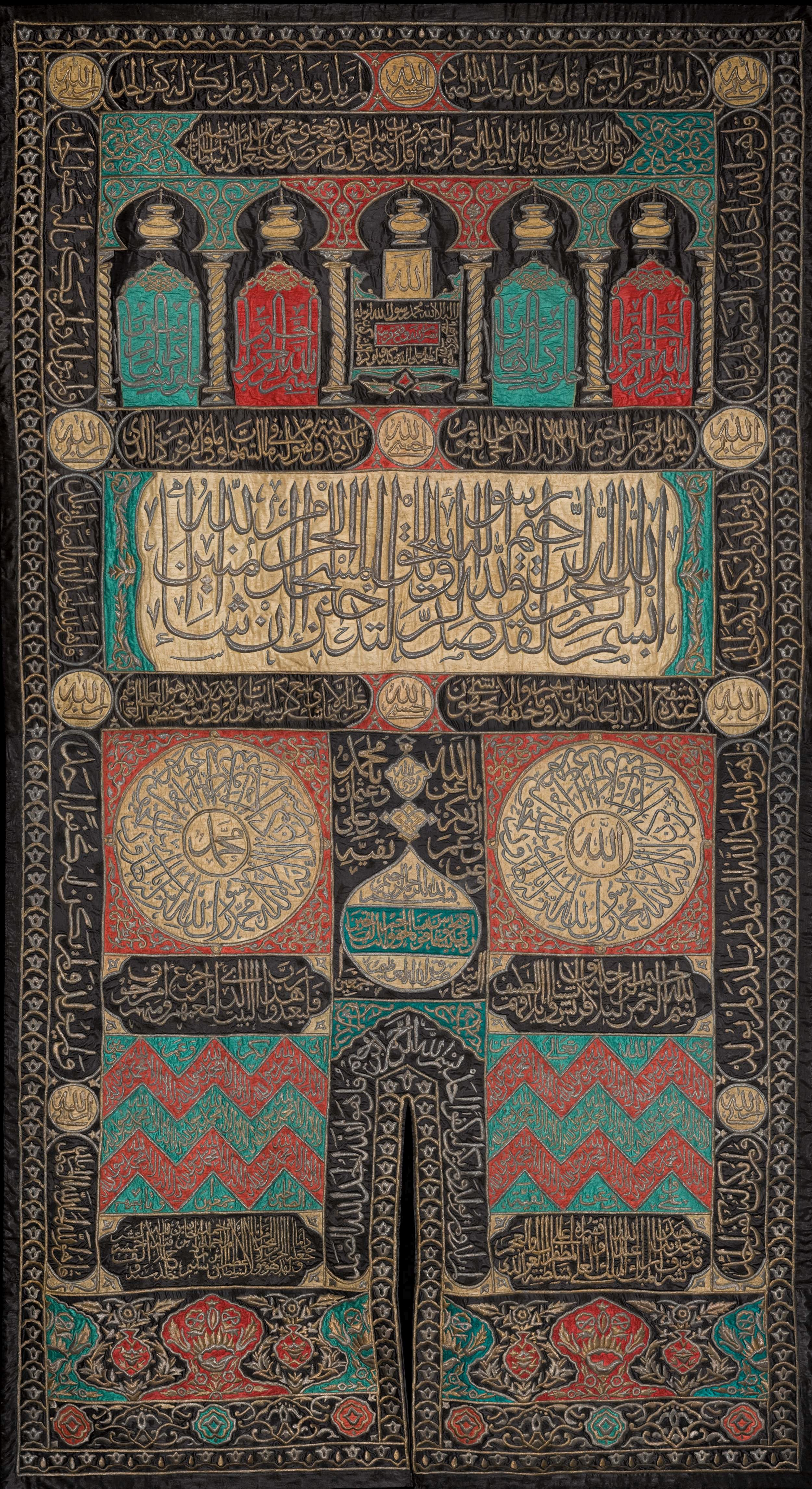
Sitara para a porta da Caaba, feita no Cairo, 1606 AD (Coleção Calili do Haje e as Artes da Peregrinação)

O rei Tuba Abu Carabe Assade do Reino Himiarita, que é tradicionalmente considerado um convertido ao judaísmo, vestiu a Caaba pela primeira vez, durante o governo da tribo Jurum de Meca, no início do século V dC.

### O Kiswah no reinado de Maomé
Maomé e os muçulmanos em Meca não participaram do drapejamento da Caaba até a conquista da cidade em 630 dC (7 AH), pois a tribo governante, Quraish, não permitiu que o fizessem. Quando Meca foi tomada pelos muçulmanos, eles decidiram deixar o Kiswah como estava até que uma mulher acendendo incenso na Caaba acidentalmente incendiou o Kiswah. Muhammad então o cobriu com um pano branco iemenita.

### Sob os Reis
Muitos reis notáveis tiveram sua parte de governar o Kiswah. Moáuia I costumava cobrir a Caaba duas vezes por ano, junto com a ajuda de Abedalá ibne Zobair e Abedal Maleque ibne Maruane. Eles trouxeram a cobertura de seda tradicional em vigor.
Anácer, o rei abássida, estabeleceu a prática atual de vestir a Caaba com apenas um Kiswah de cada vez, substituindo o antigo costume de permitir que o velho Kiswah acumulasse um sobre o outro. Quando Anácer realizou o haje em 160 AH, ele viu que o Kiswah acumulado poderia causar danos à própria Caaba e, portanto, decretou que apenas um Kiswah deveria cobrir a Caaba de cada vez.
O rei Almamune, enfeitava a Caaba três vezes por ano, cada vez com uma cor diferente: vermelho no oitavo de Du Alhija, gabati branco no primeiro de Rajabe e outro brocado vermelho no vigésimo nono do Ramadã. Mais tarde, Anácer cobriu a Caaba de verde; tanto ele quanto Almamune discordaram sobre as frequentes mudanças de cor e mudaram para preto, a única cor que desde então tem sido usada para Kiswah. Kiswah preto apoiado pela Tradição do Profeta para o Luto, alguns o associaram à Batalha de Carbala, no entanto, dizendo ao Profeta para envolver Caaba com pano preto após 100 anos ou antes, quando os eventos de Tristeza começaram. 

### Local de fabricação
Desde a época dos Aiúbidas, precisamente durante o reinado de Sale Aiube, o Kiswah era fabricado no Egito, com material de origem local, além do Sudão, Índia e Iraque. O amir alhaje (comandante da caravana haje), que foi designado diretamente pelos sultões dos mamelucos e, mais tarde, dos impérios otomanos, transportava os kiswah do Egito para Meca anualmente. Muhammad Ali Pasha do Egito ordenou que as despesas para fazer o Kiswah fossem cobertas pelo tesouro do estado no início do século XIX. Desde então, Dar Al-Khoronfosh, uma oficina no distrito de Al-Gamaleya, no Cairo, havia sido selecionada para a tarefa de fazer o Kiswah e continuou esse papel durante todo o reinado da monarquia egípcia. Após a aquisição da região de Hijaz, e a partir de 1927, sua fabricação foi parcialmente transferida para Meca e depois totalmente transferida em 1962, quando o Egito parou de fabricar.